# Kvasstind
Der Kvasstind (norwegisch für Spitzer Gipfel) ist ein Berggipfel im ostantarktischen Königin-Maud-Land. Er ragt im nordöstlichen Teil der Borga im Borg-Massiv auf.  
Norwegische Kartographen, die den Gipfel auch deskriptiv benannten, kartierten ihn anhand geodätischer Vermessungen und Luftaufnahmen der Norwegisch-Britisch-Schwedischen Antarktisexpedition (1949–1952).